# Gangni
Gangni är ett underdistrikt i Bangladesh. Det ligger i den centrala delen av landet, 170 km väster om huvudstaden Dhaka.
Trakten runt Gangni består till största delen av jordbruksmark. Runt Gangni är det tätbefolkat, med 913 invånare per kvadratkilometer.